# フリオ・カスカンテ
フリオ・セサル・カスカンテ・ソロルサーノ（Julio César Cascante Solórzano, 1993年10月3日 - ）は、コスタリカ・リモン州リモン出身のサッカー選手。メジャーリーグサッカー・オースティンFC所属。ポジションはディフェンダー。

## クラブ経歴
2011年のリーガFPDのオリオンFCでプロデビュー。2013年にCFウニベルシダ・デ・コスタリカに移籍。2016年から1シーズン半はデポルティーボ・サプリサでプレー。
2018年1月2日、ポートランド・ティンバーズと契約。2019年7月27日のロサンゼルス・ギャラクシー戦では、ズラタン・イブラヒモビッチと自陣ゴールエリアとの競り合いでイブラヒモビッチのシミュレーションを誘い、罰金処分を負わせたことで注目された。
2020年12月13日、オースティンFCに加入する事が発表された。

## 代表経歴
2015年にリオデジャネイロオリンピック出場権を賭けたU-23のコスタリカ代表でプレー。同年12月16日にはニカラグアとの親善試合でフル代表デビューを果たしたものの、以降は代表戦は不出場が続いている。